# Javier Treviño Cantú
Javier Treviño Cantú (Monterrey, Nuevo León, 11 de diciembre de 1960) es vicepresidente sénior de Asuntos Corporativos de Walmart de México y Centroamérica. Fue director general ejecutivo del Consejo Coordinador Empresarial de México. Ha sido subsecretario de Relaciones Exteriores, oficial mayor de la Secretaría de Hacienda y Crédito Público, subsecretario de Educación Pública. También ha sido vicepresidente sénior de Comunicación y Asuntos Corporativos de CEMEX. Es un político mexicano, miembro del Partido Revolucionario Institucional, ha sido entre otros cargos secretario general de Gobierno de Nuevo León y diputado federal.

## Estudios
Javier Treviño Cantú es Licenciado en Relaciones Internacionales egresado de El Colegio de México y tiene una Maestría en Políticas Públicas por la Universidad de Harvard, tiene además diplomados en Strategic Marketing Communications y en Finanzas Corporativas.

## Carrera política
En 1987 se desempeñó como director de planeación del Centro de Procesamiento Arturo Rosenblueth de la Secretaría de Educación Pública y luego como asesor del director de Comunicación Social de la Presidencia de México, de 1989 a 1993 ocupó el cargo de ministro de información en la Embajada de México en Estados Unidos, y en el último año mencionado fue nombrado como asesor del entonces secretario de Desarrollo Social, Luis Donaldo Colosio y cuando éste fue postulado como candidato del PRI a Presidente de México en 1994 pasó a desempeñarse como asesor en su campaña política. Asesinado Colosio ese mismo año, el nuevo candidato del PRI, Ernesto Zedillo, lo nombró como asesor de asuntos internacionales de su campaña.
El 1 de diciembre de 1994 Ernesto Zedillo asumió la Presidencia de México y nombró a partir de ese día a Javier Treviño Cantú como Subsecretario de Cooperación Internacional de la Secretaría de Relaciones Exteriores, siendo el titular de la misma José Ángel Gurría; permaneció en el cargo hasta 1998, cuando Gurría es designado Secretario de Hacienda y Crédito Público y entonces Treviño pasa a la Oficialía Mayor de dicha dependencia, hasta el término del gobierno de Zedillo. En 2000 fue nuevamente asesor de Asuntos Internacionales del entonces candidato priísta a la presidencia, Francisco Labastida Ochoa.
Francisco Labastida resultó derrotado en la elección por Vicente Fox, por lo que el PRI salió del gobierno y en consecuencia Javier Treviño se integró a la iniciativa privada, desempeñándose entre 2001 y 2009 como vicepresidente sénior de Comunicación y Asuntos Coporativos de Cementos Mexicanos (CEMEX). En 2009 el gobernador electo de Nuevo León, Rodrigo Medina de la Cruz lo nombró como su coordinador de transición gubernamental y al asumir el gobierno el 4 de octubre de ese año lo designó titular de la Secretaría General de Gobierno del estado.
Renunció a la secretaría de Gobierno en 2012 para asumir la coordinación en Nuevo León de la campaña del candidato a la presidencia del PRI, Enrique Peña Nieto, y se electo diputado federal por representación proporcional a la LXII Legislatura, asumiendo el cargo a partir de 2012 y hasta 2015. En la Cámara de Diputados es secretario de las comisiones de Tecnologías de la Información y Comunicación, de Energía, y de Hacienda y Crédito Público, además de integrante de la de Asuntos Migratorios.
En 2014 fue mencionado como posible candidato del PRI a la gubernatura de Nuevo León, sin embargo él negó la aspiración y dio conocer un video en que critica la política neoleonesa, mismo que le valió rechazo de varios sectores de su partido, por lo que posteriormente aclaró que sus críticas no iban dirigidas al gobierno estatal.
El desde el 20 de noviembre de 2014 solicitó y recibió licencia como diputado federal, y fue nombrado como Subsecretario de Planeación y Evaluación de Políticas Educativas de la Secretaría de Educación Pública. Permaneció en dicho cargo hasta el 4 de octubre de 2015 en que fue designado para ocupar la Subsecretaría de Educación Básica de la misma dependiente.